# Persone di cognome Landi
| Questa pagina contiene informazioni ricavate automaticamente dalle voci biografiche con l'ausilio del template Bio e di un bot. L'aggiornamento è periodico e automatico e ricostruisce completamente la pagina. Se manca una persona in questa lista, sei pregato di non aggiungerla, ma accertati piuttosto che la sua voce biografica contenga il template Bio e che i dati anagrafici siano correttamente compilati. Se il template Bio manca, inseriscilo tu stesso o, in alternativa, metti l'avviso {{tmp\|Bio}} che ne segnala la mancanza. Se i dati riportati sono sbagliati, correggi direttamente la voce biografica; le modifiche saranno visibili in questa lista entro pochi giorni. Per chiarimenti vedi il progetto biografie. La lista contiene solo le 44 persone che sono citate nell'enciclopedia e per le quali è stato implementato correttamente il template Bio. Pagina aggiornata al 3 nov 2022. |

Questa è una lista di persone presenti nell'enciclopedia che hanno il cognome Landi, suddivise per attività principale.

## Allenatori di calcio(1)
- Roberto Landi, allenatore di calcio e ex calciatore italiano (Forlì, n.1956)

## Ambasciatori(1)
- Agostino Landi, ambasciatore e politico italiano (Bardi - Milano, † 1555)

## Artigiani(1)
- Niccolò Landi, artigiano italiano

## Attori(4)
- Alex Landi, attore statunitense (n.1992)
- Elissa Landi, attrice e scrittrice austriaca (Venezia, n.1904 - New York, † 1948)
- Lilia Landi, attrice italiana (Roma, n.1929)
- Marla Landi, attrice e ex modella britannica (Torino, n.1933)

## Blogger(1)
- Antonella Landi, blogger e scrittrice italiana (San Giovanni Valdarno, n.1966)

## Calciatori(3)
- Federico Landi, calciatore italiano (Massa, n.1911)
- Louis Landi, calciatore francese (Algeri, n.1941 - Nîmes, † 1977)
- Pietro Landi, calciatore italiano (Cetara, n.1926 - † 2007)

## Cantanti(1)
- Laura Landi, cantante italiana (Firenze, n.1958)

## Cardinali(1)
- Francesco Landi, cardinale e arcivescovo cattolico italiano (Piacenza, n.1682 - Roma, † 1757)

## Cestisti(1)
- Aristide Landi, cestista italiano (Potenza, n.1994)

## Chirurghi(1)
- Pasquale Landi, chirurgo italiano (Porrona, n.1817 - San Benedetto a Settimo, † 1895)

## Ciclisti su strada(2)
- Aimone Landi, ciclista su strada italiano (Galliano di Barberino del Mugello, n.1913 - San Piero a Sieve, † 1972)
- Bruno Landi, ciclista su strada italiano (Ameglia, n.1928 - La Spezia, † 2005)

## Compositori(2)
- Lamberto Landi, compositore italiano (Lucca, n.1882 - Lucca, † 1950)
- Stefano Landi, compositore e cantore italiano (Roma, n.1587 - Roma, † 1639)

## Coreografi(1)
- Gino Landi, coreografo, regista teatrale e regista televisivo italiano (Milano, n.1933)

## Fantini(1)
- Giovan Battista Landi, fantino italiano (Siena)

## Generali(1)
- Francesco Landi, generale italiano (Napoli, n.1792 - Napoli, † 1861)

## Giornalisti(3)
- Diego Landi, giornalista italiano (Cesano Maderno, n.1947)
- Lorella Landi, giornalista e conduttrice televisiva italiana (Napoli, n.1969)
- Paolo Landi, giornalista, scrittore e manager italiano (Borgo San Lorenzo, n.1953)

## Nobili(2)
- Maria Landi, nobile italiana († 1599)
- Maria Polissena Landi, nobile italiana (Bardi, n.1608 - Genova, † 1679)

## Pittori(5)
- Angelo Maria Landi, pittore, incisore e scenografo italiano (Massa, n.1907 - Pistoia, † 1996)
- Angelo Landi, pittore italiano (Salò, n.1879 - Salò, † 1944)
- Gaspare Landi, pittore italiano (Piacenza, n.1756 - Piacenza, † 1830)
- Gennaro Landi, pittore italiano (Firenze - Firenze)
- Marcello Landi, pittore e poeta italiano (Cecina, n.1916 - Roma, † 1993)

## Poeti(1)
- Antonio Landi, poeta, letterato e drammaturgo italiano (Livorno, n.1725 - Berlino, † 1783)

## Politici(4)
- Angelo Landi, politico italiano (La Spezia, n.1923 - † 2020)
- Bruno Landi, politico italiano (Capalbio, n.1939)
- Romolo Landi, politico e insegnante italiano (Forlì, n.1909 - Forlì, † 1980)
- Ubertino Landi, politico italiano (Montarsiccio)

## Registi(1)
- Mario Landi, regista e attore italiano (Messina, n.1920 - Roma, † 1992)

## Registi teatrali(1)
- Paolo Emilio Landi, regista teatrale e giornalista italiano (Roma, n.1959)

## Scrittori(2)
- Antonio Landi, scrittore e mercante italiano (Firenze, n.1506 - Firenze, † 1569)
- Sandra Landi, scrittrice e saggista italiana (Certaldo, n.1947)

## Sindacalisti(1)
- Giuseppe Landi, sindacalista e politico italiano (Castel San Niccolò, n.1895 - Roma, † 1964)

## Tenori(1)
- Bruno Landi, tenore italiano (Volterra, n.1900 - Buenos Aires, † 1968)

## Vescovi cattolici(1)
- Ruffino Landi, vescovo cattolico italiano (Piacenza - Mantova, † 1367)